# Lexikon der Juden in der Musik
Il Lexikon der Juden in der Musik (in inglese: Encyclopedia of Jews in Music; "Enciclopedia degli Ebrei nella musica") è stata un'enciclopedia pubblicata nel 1940 in Germania, per iniziativa della propaganda antisemita del regime nazista.
Il volume elencava un'ampia serie di musicisti, musicologi, librettisti, direttori, editori di musica e altre personalità della cultura musicale che, in applicazione delle leggi razziali naziste erano stati schedati dal regime come "ebrei" o "semi-ebrei" (halbjüdisch, in tedesco).
Il testo presentava anche un indice dei libri proibiti relativi all'Ebraismo.

Nel 1935, era stata pubblicata un'opera simile, la Musikalisches Juden-ABC ("L'ABC musicale dell'Ebreo") a cura del compositore e editore musicale tedesco Hans Brückner (1897-1941).
La prima edizione, redatta da Herbert Gerigk e Theophil Stengel, fu pubblicato a Berlino nel 1940 dall'editore Bernhard Hahnefeld. Il secondo titolo di copertina era Auftrag der Reichsleitung der NSDAP auf Grund behördlicher, parteiamtlich geprüfter Unterlagen ("per conto della dirigenza nazionale del Partito Nazista a motivo di ragioni ufficiali e sulla base di documenti parzialmente accertati").

Gli aggiornamenti successivi furono realizzati dai collaboratori e dagli informatori della Einsatzstab Reichsleiter Rosenberg.
Secondo la ricostruzione pubblicata dalla musicologa e storica tedesca Eva Weissweiler nel '99, vi furono cinque edizioni: la prima aveva 380 pagine, la terza (del 1941) era composta da 394 pagine (1943), mentre l'edizione finale aveva 404 pagine di annunci ed esisteva in un umero di copie stampate compreso fra le 12.000 e le 14.000 unità.
La germanista e storica della letteratura Elisabeth Frenzel concepì l'idea di un lexicon per gli scrittori ebrei da realizzarsi in collaborazione con l'Istituto di ricerca sulla questione ebraica di Francoforte, al fine di bloccare l'attività professionale dei nominativi schedati, ma il progetto non proseguì oltre la fase iniziale di pianificazione.
Durante l'occupazione sovietica della Germania est, nel primo dopoguerra l'enciclopedia fu a sua volta inserita nella lista nera dei testi proibiti dal Ministero dell'istruzione popolare della Repubblica Democratica Tedesca..